# Panicum itatiaiae
Panicum itatiaiae är en gräsart som beskrevs av Jason Richard Swallen. Panicum itatiaiae ingår i släktet vipphirser, och familjen gräs. Inga underarter finns listade i Catalogue of Life.